# Haldor Topsøe
Haldor Frederik Axel Topsøe, född 29 april 1842 i Skælskør, död 31 december 1935, var en dansk kemist och kristallograf. Han var bror till journalisten Vilhelm Topsøe och farfar till ingenjören Haldor Topsøe.
Topsøe tog 1866 magisterkonferens i kemi och var 1863–67 assistent vid Mineralogisk Museum i Köpenhamn. Åren 1867–73 var han assistent vid Köpenhamns universitets kemiska laboratorium; 1870 tog han doktorsgraden på ett kemisk-kristallografiskt om selensura salter; 1872 tilldelades han Videnskabernes Selskabs guldmedalj för ett tillsammans med Christian Christiansen utfört kristallografisk-optiskt arbete. År 1873 blev han arbetsinspektör, 1889 fabriksinspektör och var 1901–14 direktör för Arbejds- og Fabrikstilsynet (ungefär motsvarande svenska Arbetsmiljöverket) samt 1909–23 direktör for Kryolith, Mine- og Handelsselskabet. 
Åren 1876–1902 var han lärare i kemi vid danska Officersskolen och inrättade där ett laboratorium, där han fortsatte sitt vetenskapliga arbete. Han författade talrika avhandlingar och invaldes 1877 i Videnskabernes Selskab, 1883 blev han hedersledamot av det franska mineralogiska sällskapet, 1892 av Videnskabsselskabet i Kristiania. Han var dessutom konsulent för danska Krigsministeriet och 1895–1901 ledamot av Kommissionen til ledelse af Danmarks geologiske undersøgelse.

## Utmärkelser
- Riddare av Dannebrogorden,  1880[1]
- Dannebrogsmännens hederstecken,  1887[1]
- Kommendör av Dannebrogorden,  1901[1]

[Redigera Wikidata]